# Hrabaví
Hrabaví (Galliformes) jsou řád ptáků s velkým přisedlým tělem a chabými létacími schopnostmi, kteří tráví velkou část života na zemi, kde hnízdí a shání potravu. Patří sem bažantovití (zahrnující mj. koroptve, tetřevy a krocany), perličkovití, křepelovití, hokovití a tabonovití. Tyto čeledi dohromady zahrnují 290 druhů, které obývají všechny kontinenty s výjimkou Antarktidy. Zástupci hrabavých mají důležitou ekologickou funkci roznašečů semen, řada hrabavých představuje potravní kořist predátorů jako jsou šelmy a draví ptáci. Hrabaví jsou častým terčem sportovních lovců nebo lovců, kteří využívají maso hrabavých. Několik druhů bylo domestikováno.
Hrabaví většinou nejsou dobrými letci, za to jsou výbornými běžci. Běžně se pohybují v prostoru chozením spíše než létáním a i před predátory často volí raději útěk než odlet. Samci, zvaní kohouti, většiny druhů jsou pestřeji zbarvení než samice, zvané slepice. Kohoutí námluvy bývají propracované a mohou zahrnovat např. výskoky do vzduchu, čechrání ocasních per či chocholky nebo širokou škálu zvuků. Takový jeřábek kanadský dokonce umí vydávat mechanické zvuky pomocí křídel. Jsou převážně stálí (nemigrující).

## Systematika

### Vnitřní systematika
Na podkladě morfologických a molekulárních analýz došlo ku změnám v uspořádání čeledí řádu hrabavých. Dříve samostatné čeledě tetřevů a krocanů byly změněny na podčeledě. Moderní taxonomie rozeznává následující čeledi:
- čeleď bažantovití (Phasianidae)
  - podčeleď bažanti (Phasianinae)
  - podčeleď koroptve (Perdicinae)
  - podčeleď tetřevi (Tetraoninae)
  - podčeleď krocani (Meleagridinae)
- čeleď perličkovití (Numididae)
- čeleď křepelovití (Odontophoridae)
- čeleď hokovití (Cracidae)
- čeleď tabonovití (Megapodiidae)

Následující kladogram zachycuje vztahy hrabavých na základě genetické studie z roku 2021.
|  | Numididae – perličkovití                                                                   |
|  |                                                                                            |
|  | \| \| Odontophoridae – křepelovití \| \| \| \| \| \| Phasianidae – bažantovití \| \| \| \| |
|  |                                                                                            |
|  | Odontophoridae – křepelovití                                                               |
|  |                                                                                            |
|  | Phasianidae – bažantovití                                                                  |
|  |                                                                                            |

|  | Odontophoridae – křepelovití |
|  |                              |
|  | Phasianidae – bažantovití    |
|  |                              |

|  | Numididae – perličkovití                                                                   |
|  |                                                                                            |
|  | \| \| Odontophoridae – křepelovití \| \| \| \| \| \| Phasianidae – bažantovití \| \| \| \| |
|  |                                                                                            |
|  | Odontophoridae – křepelovití                                                               |
|  |                                                                                            |
|  | Phasianidae – bažantovití                                                                  |
|  |                                                                                            |

|  | Odontophoridae – křepelovití |
|  |                              |
|  | Phasianidae – bažantovití    |
|  |                              |

|  | Numididae – perličkovití                                                                   |
|  |                                                                                            |
|  | \| \| Odontophoridae – křepelovití \| \| \| \| \| \| Phasianidae – bažantovití \| \| \| \| |
|  |                                                                                            |
|  | Odontophoridae – křepelovití                                                               |
|  |                                                                                            |
|  | Phasianidae – bažantovití                                                                  |
|  |                                                                                            |

|  | Odontophoridae – křepelovití |
|  |                              |
|  | Phasianidae – bažantovití    |
|  |                              |

|  | Numididae – perličkovití                                                                   |
|  |                                                                                            |
|  | \| \| Odontophoridae – křepelovití \| \| \| \| \| \| Phasianidae – bažantovití \| \| \| \| |
|  |                                                                                            |
|  | Odontophoridae – křepelovití                                                               |
|  |                                                                                            |
|  | Phasianidae – bažantovití                                                                  |
|  |                                                                                            |

|  | Odontophoridae – křepelovití |
|  |                              |
|  | Phasianidae – bažantovití    |
|  |                              |

|  | Numididae – perličkovití                                                                   |
|  |                                                                                            |
|  | \| \| Odontophoridae – křepelovití \| \| \| \| \| \| Phasianidae – bažantovití \| \| \| \| |
|  |                                                                                            |
|  | Odontophoridae – křepelovití                                                               |
|  |                                                                                            |
|  | Phasianidae – bažantovití                                                                  |
|  |                                                                                            |

|  | Odontophoridae – křepelovití |
|  |                              |
|  | Phasianidae – bažantovití    |
|  |                              |

|  | Numididae – perličkovití                                                                   |
|  |                                                                                            |
|  | \| \| Odontophoridae – křepelovití \| \| \| \| \| \| Phasianidae – bažantovití \| \| \| \| |
|  |                                                                                            |
|  | Odontophoridae – křepelovití                                                               |
|  |                                                                                            |
|  | Phasianidae – bažantovití                                                                  |
|  |                                                                                            |

|  | Odontophoridae – křepelovití |
|  |                              |
|  | Phasianidae – bažantovití    |
|  |                              |

|  | Numididae – perličkovití                                                                   |
|  |                                                                                            |
|  | \| \| Odontophoridae – křepelovití \| \| \| \| \| \| Phasianidae – bažantovití \| \| \| \| |
|  |                                                                                            |
|  | Odontophoridae – křepelovití                                                               |
|  |                                                                                            |
|  | Phasianidae – bažantovití                                                                  |
|  |                                                                                            |

|  | Odontophoridae – křepelovití |
|  |                              |
|  | Phasianidae – bažantovití    |
|  |                              |

|  | Numididae – perličkovití                                                                   |
|  |                                                                                            |
|  | \| \| Odontophoridae – křepelovití \| \| \| \| \| \| Phasianidae – bažantovití \| \| \| \| |
|  |                                                                                            |
|  | Odontophoridae – křepelovití                                                               |
|  |                                                                                            |
|  | Phasianidae – bažantovití                                                                  |
|  |                                                                                            |

|  | Odontophoridae – křepelovití |
|  |                              |
|  | Phasianidae – bažantovití    |
|  |                              |

### Evoluce
Nejstarší zástupci hrabavých se objevují možná již na konci druhohorní křídy, před více než 66 miliony let. Prokazatelně přítomné formy galliformních ptáků ve fosilním záznamu jsou pak známé nejpozději od eocénu.

## Rozšíření
Ptáci z řádu hrabavých se vyskytují mimo antarktických a arktických oblastí na všech kontinentech. Nejvyšší počet druhů (asi 40 %) žije ve volné přírodě v Asii, nejmenší (asi 4 %) v Evropě. Nejvíce jsou rozšířeni v subtropických a tropických oblastech, většinou v horských krajích. Jejich oblíbené biotopy jsou rozličné, lze je nalézt poblíž obdělávaných polí a luk, na travnatých i křovinatých stepích i savanách, v hustě zarostlých březích řek i v tundrách. Žijí v lesích v nížinách i na svazích hor do výše 5000 m, mnohdy nad hranici lesa. Na rozšíření některých druhů byl účasten člověk, když např. ze Starého světa vědomě vysadil v Americe nebo Austrálii do volné přírody bažanty nebo jsou tam chováni v domestikované formě kurové a naopak z Ameriky byla celosvětově rozšířena zdomácněla forma krocana.

## Popis
Jsou to ptáci velmi rozmanité velikosti, nejmenší křepelka měří jen 15 cm a váží 20 g, kdežto krocan může vážit 10 kg (domestikovaná forma až 20 kg) a páv měří téměř 250 cm (z toho připadají dvě třetiny na ocas). Nápadným znakem téměř všech hrabavých je výrazný pohlavní dimorfismus, kdy samci (kohouti) jsou větší a pestřeji vybarvení než samice (slepice). Jejich křídla jsou poměrně malá, i když prsní svaly mají silně vyvinuté. Létají prudce, hlasitě a nízko nad zemí na krátké vzdálenosti. Výjimkou je v severních oblastech Evropy žijící křepelka polní, která je jediným tažným hrabavým ptákem. Ručních letek mají 10, ocasních pér od 8 po 32. Péra i celkové opeření vyměňují většinou jednou ročně a postupně tak, že jsou stále schopní létat.
Zobák mají poměrně krátký, v základu široký, u některých druhů je až mohutný. Některé rody mají vyvinuty masité hřebeny na hlavách nebo barevné laloky po stranách tváře, jiní mají neopeřené hlavy. Nohy mají silné prsty s plochými, tupými drápy přizpůsobenými k hrabání, na zadní straně nohy samcům často vyrůstá rohovitá ostruha. Dobře chodí a běhají po zemi kde tráví větší část svého života, jen některé druhy čeledě hokovitých považujeme za stromové. Hrabaví žijí převážně v suchých místech, do vody nevstupují, o peří pečují popelením v hlinitém prachu. Jsou to až na výjimky denní ptáci, v době mezi pářením žijí v různě velkých hejnech nebo osamoceně.
Hrabaví jsou všežravci živící se jak rostlinnou, tak i živočišnou potravou. Hlavní složku tvoří nejrůznější semena a plody, mladé výhonky rostlin a drobní živočichové, nejčastěji hmyz. Velké druhy uloví i malé hlodavce. Mají velké vole jako zásobárnu potravy. Jejich žaludek je uzpůsoben k rozemílání tvrdých semen, polykají za tím účelem drobná zrna písku.
V převážné míře jsou polygamní, kohout má více slepic, jen několik málo druhů žije v párech. Před vlastním pářením nastává dělení hejna, kromě vzájemných šarvátek kohoutů bývá nápadný tok, kdy různými vizuálními i hlasovými projevy soupeří o co největší počet slepic. Po spáření se u polygamních druhů o stavbu hnízda, inkubaci a péči o potomstvo stará jen slepice. Hnízdo bývá většinou na skrytém místě v hlíně vytvořený důlek vystlaný trávou a listí, hokové mívají skromná hnízda na stromech. Samice snese do hnízda až 20 vajec a sedí na nich v průměru 25 dnů. Výjimku tvoří taboni, jejichž samice vejce nevysezují, ale snášejí je do teplého písku nebo kup tlejícího listí. Vylíhnutá mláďata jsou nekrmivá, potravu si hned hledají sama na zemi v okolí hnízda, pouze někteří hnízdící na stromech přinášejí mláďatům potravu do hnízda. Slepice všeobecně o kuřata pečují, vodí je k vodě, za chladu je zahřívají a ochraňují před predátory, u monogamních druhů jim pomáhají i kohouti.

## Význam
Hrabaví mají pro člověka ze všech ptáků největší význam, už odpradávna poskytují lidem obživu. V Asii, Africe i Americe jsou dosud běžně loveni místními obyvateli ve volné přírodě a hlavně jsou v milionových kusech uměle chováni domestikované druhy kur domácí a krocan domácí. Pro sportovní lovce je zase významný např. bažant, koroptev, křepelka, orebice nebo křepel, jejichž počty ročně odstřelené jsou do miliónů kusů. Nelze opomenout ani estetický vjem který poskytují umělé chovy např. páva nebo nádherných bažantů. U některých asijských a afrických národů stále hraje významnou roli zdobení péry vzácných druhů kurovitých ptáků.